# Faverolles, Indre
Faverolles là một xã ở tỉnh Indre khu vực trung bộ Pháp. Xã này có diện tích 41,41 km², dân số thời điểm năm 1999 là 379 người. Khu vực này có độ cao trung bình 122 mét trên mực nước biển.